# كأس البوسنة والهرسك 2008–09
كأس البوسنة والهرسك 2008–09 (بالصربية: Куп Босне и Херцеговине у фудбалу 2008/09.)‏ هو موسم من كأس البوسنة والهرسك. أقيم خلال الفترة 23 سبتمبر 2008 وحتى 28 مايو 2009، وأشرف على تنظيمه اتحاد البوسنة والهرسك لكرة القدم، وكان عدد الأندية المشاركة فيه 32، وفاز فيه سلافيا سراييفو ‏.